# Economia política

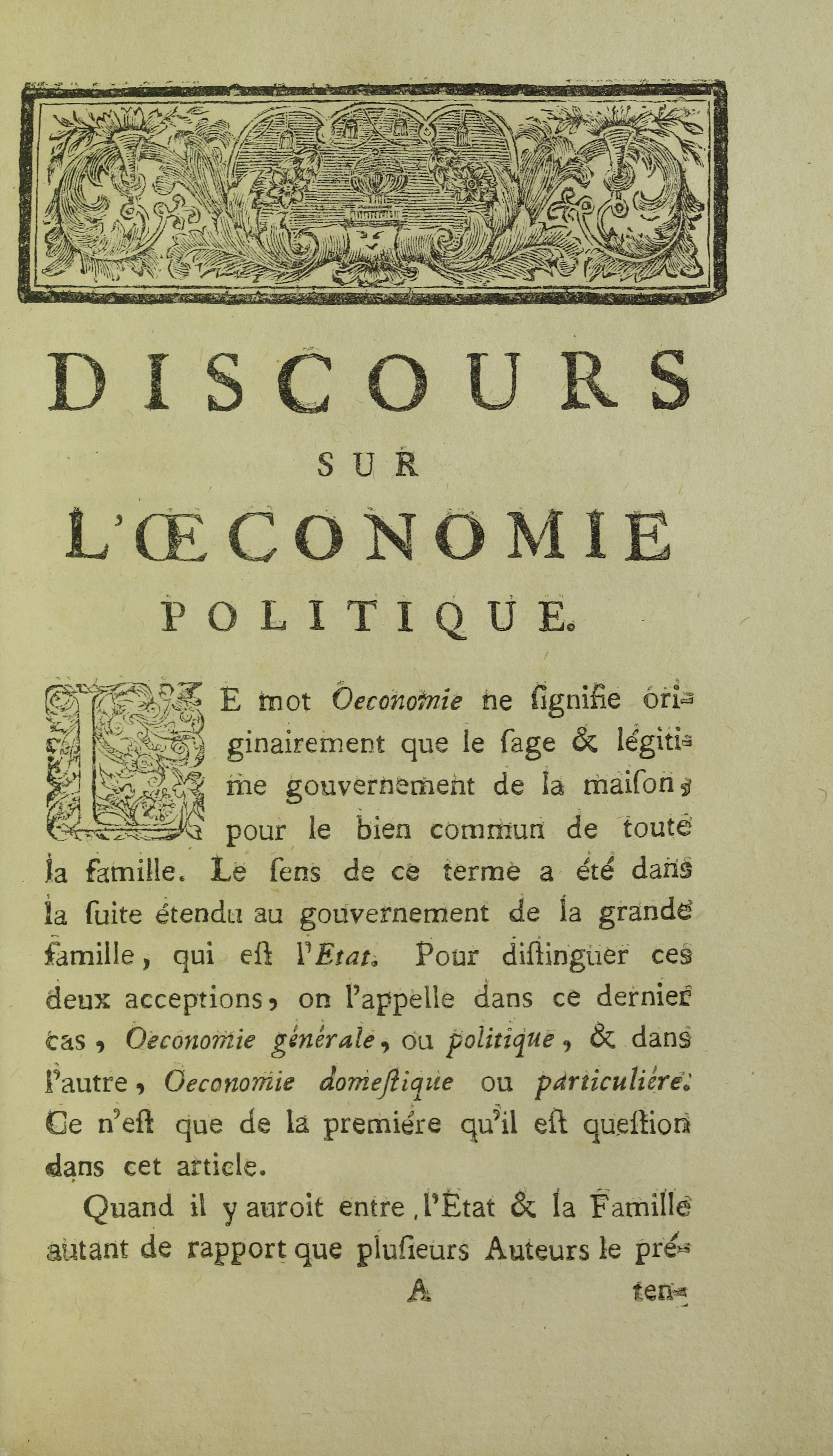
Jean-Jacques Rousseau, Discours sur l'oeconomie politique, 1758

Economia política é a ciência que estuda as relações sociais de produção, circulação e distribuição de bens materiais que visam atender as necessidades humanas, identificando as leis que regem tais relações. O termo foi originalmente introduzido por Antoine de Montchrestien em 1615 em seu livro "Tratado de Economia Política", com o objetivo de transpor para a atividade estatal as ideias e os princípios da Economia. Nesse livro o autor aborda temas como Monopólio, proteção para a indústria, trabalho, etc.. O nome passou a ser utilizado para o estudo das relações de produção, especialmente entre as três classes principais da  sociedade capitalista ou burguesa: capitalistas, proletários e latifundiários. Em contraposição com as teorias do mercantilismo, e, posteriormente, da fisiocracia, nas quais o comércio e a terra, respectivamente, eram vistos como a origem de toda a riqueza, a economia política propôs (primeiro com Adam Smith) a teoria do valor-trabalho, segundo a qual o trabalho é a fonte real do valor.
Além de Adam Smith, outros autores que se destacaram no desenvolvimento da economia política, no Reino Unido dos séculos XVIII e XIX, foram David Ricardo e John Stuart Mill.
No final do século XIX, o termo economia política foi paulatinamente trocado por economia, usado por aqueles que buscavam abandonar a visão classicista da sociedade, repensando-a pelo ponto de vista matemático, axiomático e valorizador dos estudos económicos atuais e que concebiam o valor originado na utilidade que o bem gerava no indivíduo.
Atualmente o termo economia política é utilizado comumente para referir-se a estudos interdisciplinares que se apoiam na economia, sociologia, direito e ciências políticas para entender como as instituições e os contornos políticos influenciam a conduta dos mercados. Dentro da ciência política, o termo se refere principalmente às teorias liberais e marxistas, que estudam as relações entre a economia e o poder político dentro dos Estados. Economia política internacional é um ramo da economia que estuda como o comércio, as finanças internacionais e as políticas estatais afetam o intercâmbio internacional e a política monetária e fiscal.

Em Esboço para uma crítica da economia política, de 1844, Friedrich Engels (então com 23 anos) define a economia política como a “ciência do enriquecimento, que resultou da inveja recíproca e da ganância dos comerciantes” e que “traz na testa a marca do egoísmo”. O texto de Engels exerce grande influência sobre Karl Marx, que passaria as quatro décadas seguintes desenvolvendo a sua própria crítica da economia política (subtítulo de sua obra de maior envergadura, O Capital). A economia política também foi criticada por Marx em Introdução à Contribuição para a Crítica da Economia Política, nos Grundrisse (que fazem parte dos rascunhos preparatórios para O Capital) e em outras obras. 